# Hans Jürgen von Kleist-Retzow
Hans Jürgen von Kleist-Retzow (* 26. Januar 1771 in Groß Tychow, Pommern, als Johann Georg von Kleist; † 13. März 1844 in Kieckow) war Gutsbesitzer, preußischer Landrat und Politiker sowie Erbküchenmeister von Hinterpommern.

## Leben

### Herkunft
Hans Jürgen von Kleist entstammte der Muttrin-Damenschen Linie der adligen Familie von Kleist. Er war der jüngste Sohn des Peter Christian von Kleist (1727–1777) und der Maria Charlotte von Retzow, Tochter des Generals Wolf Friedrich von Retzow. 1838 erbte er das Fideikommiss Möthlow im Havelland. Seine Großmutter mütterlicherseits hatte testamentarisch verfügt, dass für den Fall, dass einer ihrer Schwiegersöhne das Erbe des Majorats antrat, derjenige auch Wappen und Namen der adligen Familie von Retzow führen sollte. 1839 wurde Hans Jürgen von Kleist die Wappenmehrung und die Führung des Namens von Kleist-Retzow genehmigt.

### Werdegang
Hans Jürgen von Kleist schlug zunächst eine militärische Laufbahn ein und ging 1786 als Fahnenjunker zum Dragoner-Regiment Nr. 12. 1788 wurde er zum Fähnrich und 1790 zum Secondeleutnant befördert. Nach dem Tod der Mutter musste er seinen Abschied nehmen, um ab 1793 die geerbten Güter Groß Tychow und Klein Krössin zu verwalten.
Er war von 1795 bis 1804 und von 1820 bis 1837 für den Kreis Belgard Deputierter des Treptower Departements der Pommerschen Landschaft. 1807 wurde er zum Landrat des Belgarder Kreises ernannt. Während der Franzosenzeit unterstützte er unter anderem das Freikorps des Reinhold Graf von Krockow. Nach den Befreiungskriegen wurde er mit dem Eisernen Kreuz am weißen Band geehrt.
Seit dessen Einrichtung gehörte er dem Provinziallandtag der Provinz Pommern an. Er war Assessor der ökonomischen Gesellschaft in Köslin und Präses der Prüfungskommission für Bauhandwerker.
Auf seinen Gütern Kieckow, Klein Krössin, Groß Tychow, Möthlow und Groß Konarzin betrieb er erfolgreich Landwirtschaft. Als einer der ersten in Pommern führte er in Kieckow die künstliche Bewässerung ein. Für einen längeren Zeitraum war er einer der größten Verkäufer von Saat-Roggen.
1837 wurde er mit dem Roten Adlerorden 4. Klasse ausgezeichnet. König Friedrich Wilhelm IV. belehnte ihn bei der Huldigung 1840 mit dem Amt des Erbküchenmeisters. 1844 erhielt er den Roten Adlerorden 3. Klasse. Er war Ritter des Johanniterordens.
Gemeinsam mit seiner dritten Frau schloss er sich der in der ersten Hälfte des 19. Jahrhunderts in Pommern aufkommenden Erweckungsbewegung an.

### Familie
Er war dreimal verheiratet. Aus seiner 1791 geschlossenen Ehe mit Henriette Auguste von Blanckenburg (1771–1803) gingen drei Söhne hervor. Zwei Töchter starben früh. Seine zweite Ehe 1804 mit Wilhelmine Maria Henriette von Wussow (1776–1810), geschiedene Frau des Wilhelm von Kleist (1772–1841) auf Zarnekow, blieb kinderlos. Aus der dritten Ehe mit Auguste von Borcke, verwitwete von Glasenapp, ging der Sohn Hans Hugo von Kleist-Retzow hervor.